# Листянка

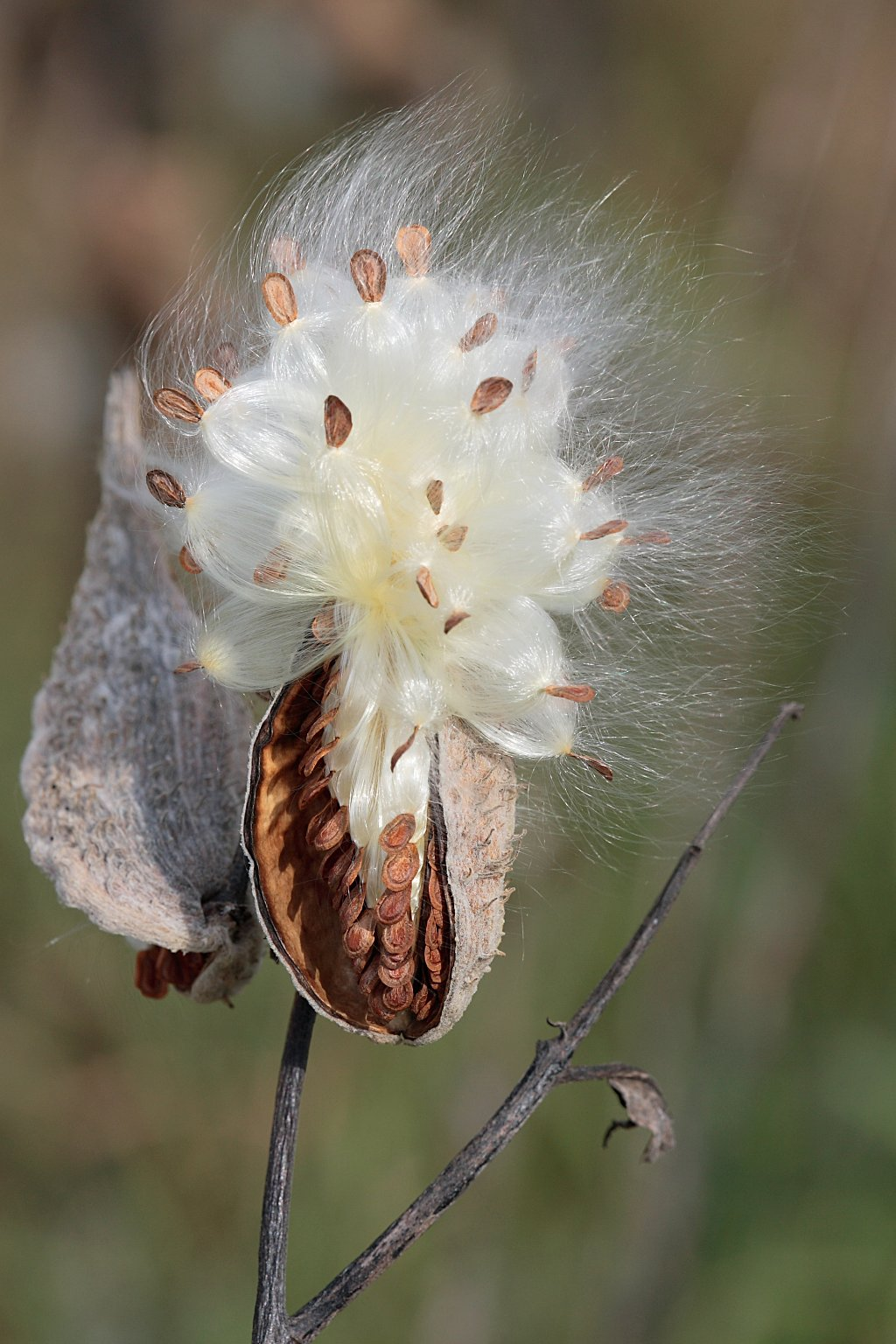
Листянка ваточника випускає насіння.

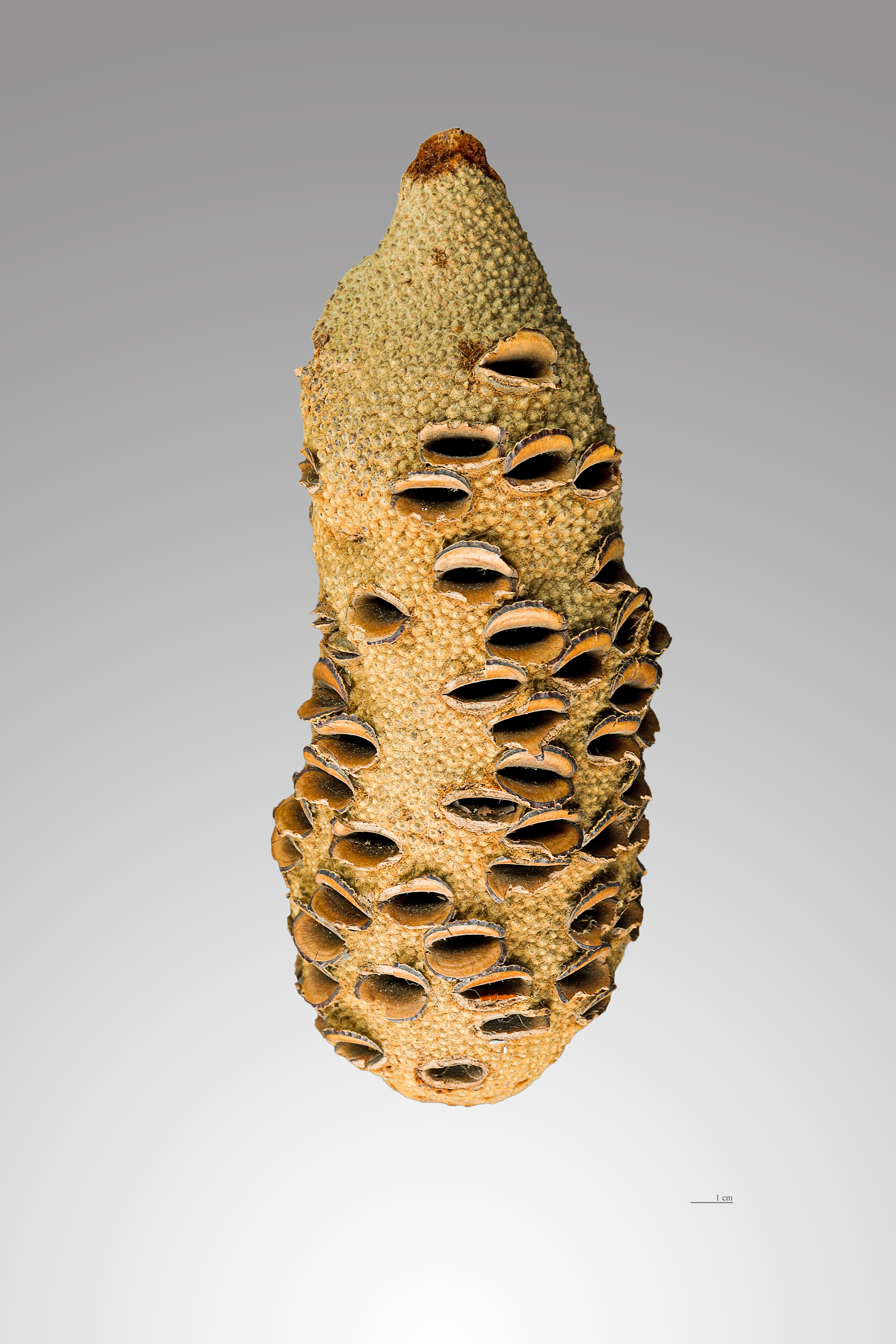
Листянка (Banksia grandis)

Листя́нка (лат. folliculus) — сухий одногніздий багатонасінний плід у рослин. Утворюється одним плодолистком. Розкривається по черевному шву, до якого прикріплені насінини. Характерна для багатьох рослин з родин жовтецевих і розових (сокирок, таволги і ін.). У квітці з складним гінецеєм розвивається складна листянка.